# Chalus (Puy-de-Dôme)
Pour les articles homonymes, voir Chalus.
Ne doit pas être confondu avec Châlus.
Chalus est une commune française située dans le département du Puy-de-Dôme, en région Auvergne-Rhône-Alpes.

## Géographie
Le village de Chalus, perché sur un éperon basaltique (coulée de lave), offre un superbe panorama sur la plaine de l'Allier qu'il surplombe. Il s'est développé sous la protection de l'imposant château médiéval qui le domine.
Ses communes limitrophes sont :
| Mareugheol, Villeneuve |           | Gignat                |
|                        | Chalus    |                       |
| Boudes                 | Collanges | Saint-Germain-Lembron |

Fait partie de la Communauté de communes du Lembron Val d'Allier et de la Limagne qui est classée au patrimoine mondial de l'UNESCO "Haut lieu tectonique Chaîne des Puys - faille de Limagne".
| Régions naturelles voisines | Chaîne des Puys, Monts Dore, Bocage bourbonnais, Sologne bourbonnaise, Montagne Bourbonnaise, Combrailles, Livradois, Cézallier, Brivadois |

Voisin du Parc naturel régional des volcans d'Auvergne et du Parc naturel régional Livradois-Forez (où La Fayette est né).

### Limagne du Lembron
La commune fait partie de la Limagne du Lembron, accolée à la Limagne d’Issoire, qui est taillée dans des formations argileuses rougeâtres par la Couze d’Ardes, le Couzillou et le Lembronnet qui rejoignent les terrasses sableuses de l’Allier. Cette plaine de basse altitude, protégée des vents, manifeste de bonnes aptitudes agricoles (maïs, betterave, tournesol, colza, vignes des côtes de Boudes). Les bois recouvrent les coulées basaltiques. Quelques vergers bien abrités, des vaches, des moutons, rappellent que jadis l’arboriculture (pêchers, pommiers, amandiers, cerisiers, vigne) faisait bon ménage avec la céréaliculture et l’élevage. Deux siècles d’exode rural ont appauvrit la région.

### Natura 2000
La commune fait partie d'une zone Natura 2000 qui est un site important pour la conservation des rapaces forestiers et rupestres. Sont présents Faucon pèlerin, Hibou grand Duc, Aigle botté, Circaëte Jean-Le-Blanc, Bondrée apivore, Milan noir. La population de Milan royal compte également parmi les plus importantes de la région Auvergne. Les deux espèces de busards (Busard cendré et Busard Saint-Martin) nichent dans les landes et les cultures, le Saint-Martin est également hivernant dans cette ZPS. La population de Bruant ortolan, bien qu'en diminution, reste encore bien présente sur les coteaux, les chaux et même les plaines cultivées. les chaux (pelouses, prairies et zones humides) abritent le Bruant ortolan et les limicoles et rapaces en migration. D'autres oiseaux fréquentent également les milieux forestiers comme le Pic noir et le rare Pic cendré. L'Engoulevent d'Europe est présent dans les zones buissonnantes et arbustives avec une des plus fortes densités de la région. Il en est de même pour l'Alouette lulu et la Pie grièche écorcheur, qui sont également présents dans les secteurs cultivés. Le site est aussi une voie de migration majeure pour l'Auvergne pour les rapaces, cigognes, pigeons et passereaux.

### Climat
Pour des articles plus généraux, voir Climat d'Auvergne-Rhône-Alpes et Climat du Puy-de-Dôme.
En 2010, le climat de la commune est de type climat océanique altéré, selon une étude du Centre national de la recherche scientifique s'appuyant sur une série de données couvrant la période 1971-2000. En 2020, Météo-France publie une typologie des climats de la France métropolitaine dans laquelle la commune est exposée à un climat de montagne ou de marges de montagne et est dans la région climatique  Nord-est du Massif Central, caractérisée par une pluviométrie annuelle de 800 à 1 200 mm, bien répartie dans l’année.
Pour la période 1971-2000, la température annuelle moyenne est de 10,6 °C, avec une amplitude thermique annuelle de 16,9 °C. Le cumul annuel moyen de précipitations est de 643 mm, avec 7,8 jours de précipitations en janvier et 6,7 jours en juillet. Pour la période 1991-2020, la température moyenne annuelle observée sur la station météorologique de Météo-France la plus proche, « Issoire », sur la commune d'Issoire à 9 km à vol d'oiseau, est de 12,0 °C et le cumul annuel moyen de précipitations est de 610,7 mm,. Pour l'avenir, les paramètres climatiques de la commune estimés pour 2050 selon différents scénarios d'émission de gaz à effet de serre sont consultables sur un site dédié publié par Météo-France en novembre 2022.

## Urbanisme

### Typologie
Au 1er janvier 2024, Chalus est catégorisée commune rurale à habitat très dispersé, selon la nouvelle grille communale de densité à sept niveaux définie par l'Insee en 2022.
Elle est située hors unité urbaine. Par ailleurs la commune fait partie de l'aire d'attraction d'Issoire, dont elle est une commune de la couronne,. Cette aire, qui regroupe 53 communes, est catégorisée dans les aires de moins de 50 000 habitants,.

### Occupation des sols
L'occupation des sols de la commune, telle qu'elle ressort de la base de données européenne d’occupation biophysique des sols Corine Land Cover (CLC), est marquée par l'importance des territoires agricoles (83,1 % en 2018), en augmentation par rapport à 1990 (81,8 %). La répartition détaillée en 2018 est la suivante :
terres arables (57,5 %), prairies (24,3 %), forêts (12,5 %), zones urbanisées (4,4 %), zones agricoles hétérogènes (1,4 %). L'évolution de l’occupation des sols de la commune et de ses infrastructures peut être observée sur les différentes représentations cartographiques du territoire : la carte de Cassini (XVIIIe siècle), la carte d'état-major (1820-1866) et les cartes ou photos aériennes de l'IGN pour la période actuelle (1950 à aujourd'hui).

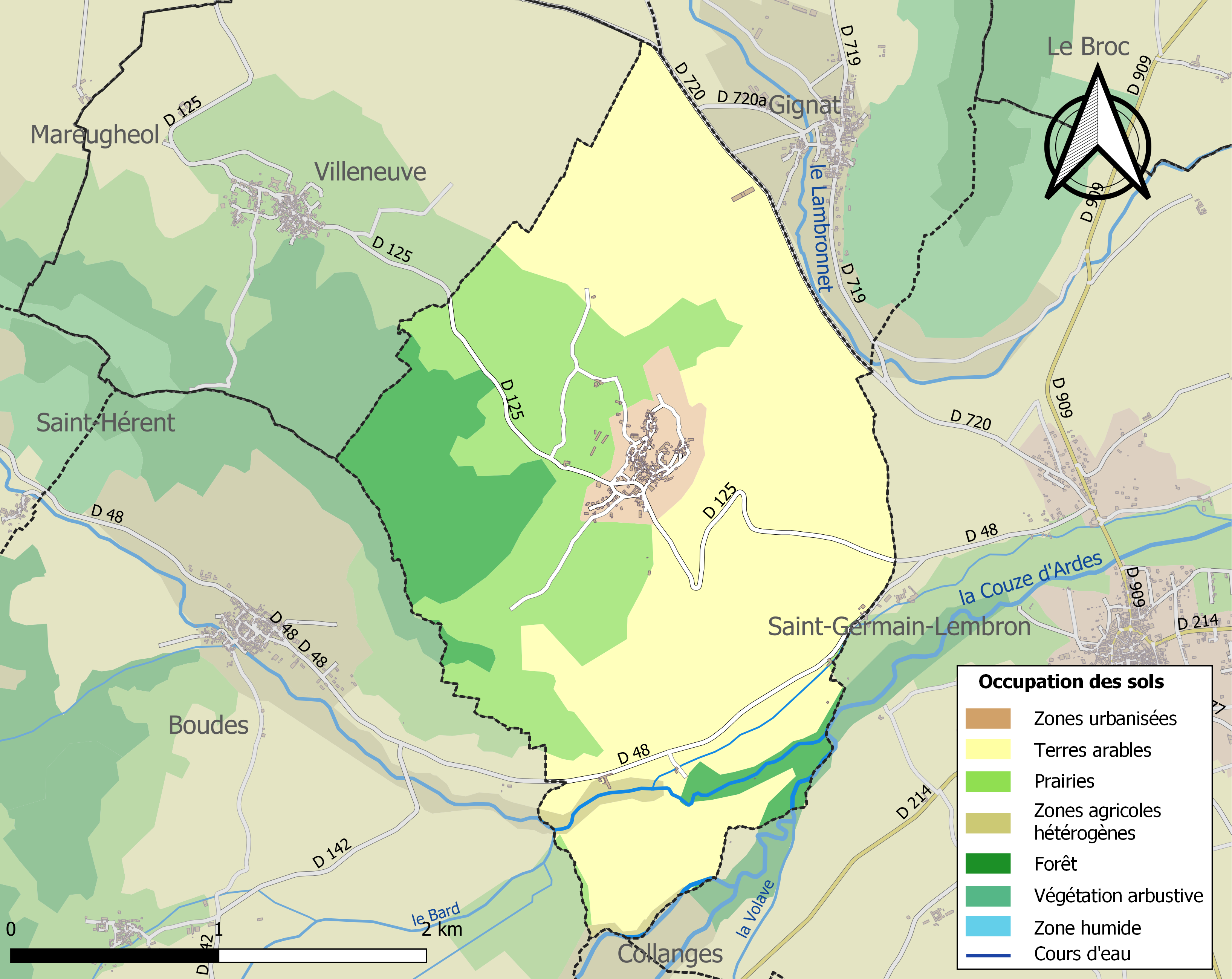
Carte des infrastructures et de l'occupation des sols de la commune en 2018 (CLC).

### Morphologie urbaine
Plusieurs maisons ont une architecture traditionnelle avec perron et escaliers extérieurs, appelé estre.

## Toponymie
Chalus peut désigner des noms de lieux en France et en Iran :
- Châlus, une commune française située dans le département de la Haute-Vienne. Le roi Richard Cœur de Lion y trouva la mort en 1199 (histoire officielle).
- le canton de Châlus, une division administrative française du département français de la Haute-Vienne.
- les monts de Châlus (parfois appelés Massif des Cars), les premiers contreforts occidentaux du Massif central et des monts du Limousin.
- Chalus ou Chaloos (en persan : چالوس), une ville de la province du Mazandéran, au nord de l'Iran, en bordure de la Mer Caspienne.
- le comté de Chalus (en persan : شهرستان چالوس), une préfecture de l'État iranien, située dans la province du Mazandéran.
- le Chalus, un fleuve du Nord de l'Iran.
- Château de Chalus, Robin des bois, au Bourne Wood, Angleterre
- Sur la planète Mars, en février 2021, l'une des cibles d'analyses effectuées sur un affleurement rocheux par l'astromobile Curiosity de la NASA, est baptisée Chalus[16].

### Origine
Plusieurs hypothèses existent :
- Issu de Castrum Leucus

Une mention de Chalus, en France, apparaît dans la Vita Brevior de saint Waast, rédigée au VIe siècle, lequel serait né en un lieu appelé Leucus, qui pourrait être Châlus, alors issu de Castrum Leucus. Ensuite, on trouve les formes Castel Lucius et Castelluccio citées dans deux chartes du cartulaire de l'abbaye de Beaulieu de 885.
- Contraction de Chastelus.

Ce toponyme correspond à un type occitan, issu du gallo-roman méridional castelluciu, composé apparent des éléments castellu, château, et du suffixe uciu, analysé par Auguste Longnon, Albert Dauzat et Charles Rostaing qui citent le bas latin castellucium, dérivé de castellum « fort » avec le suffixe -ucium.
Pour la vente d'une vigne à Chalus Lembron, il est fait mention de Castellucius. Elle est localisée ainsi : Vines in payo Arvernico, in comitatu Telamitenai, in culture de villa qui dicitur Gignac, in monte qui vocatur Castellucius. (traduction du latin via Google : Vignes à Payo Arvernico, la société Telamitenai, la culture du village appelé Gignac, appelé le Mont Castellucius).

## Histoire

### Origine de la seigneurie
L'origine de la seigneurie fut Guy de Chalus, qui vivait en 967, fils de Guy d'Auvergne, vicomte d'Auvergne 945-1016 et de Humberge de Bourbon fondant la Famille de Chalus.

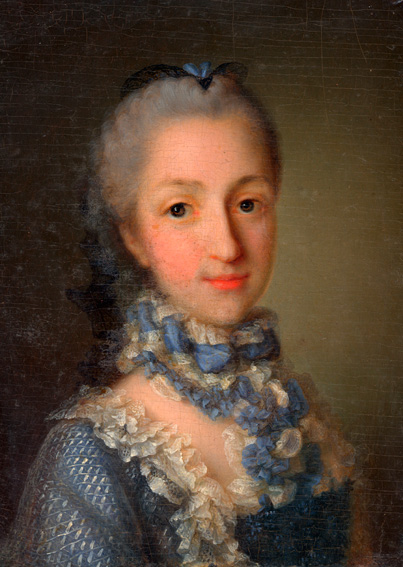
Françoise de Chalus, maîtresse du roi de France Louis XV (1734-1821)

### Moyen Âge,Xejusqu'aux guerres de Religion: la seigneurie de Chalus

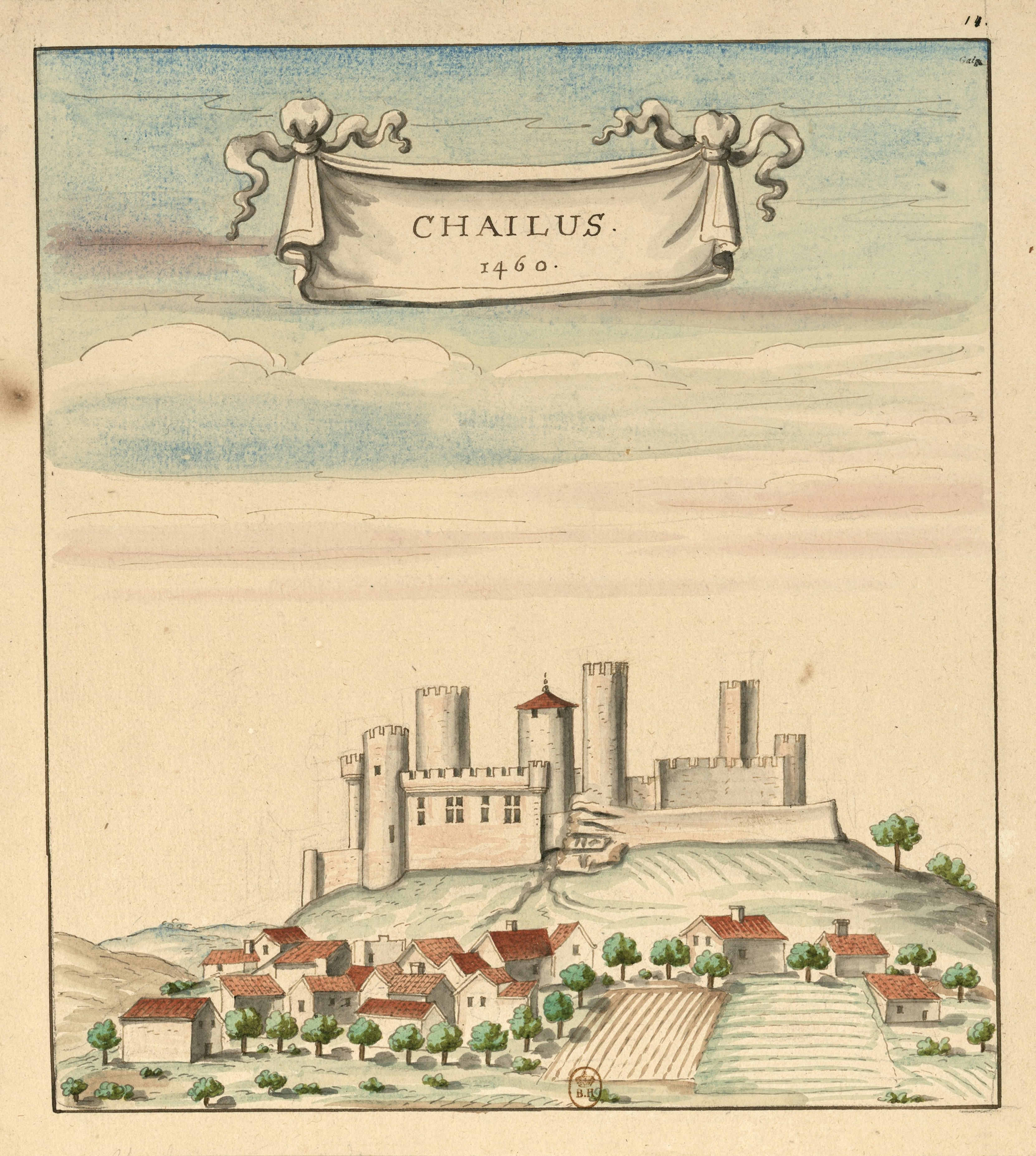
Château de Chalus en 1460. Copie de l'estampe, de ci-dessous, du château de Chalus du Lembron et pas de Chalus-Chabrol,, étude de Patrick Chabrol.

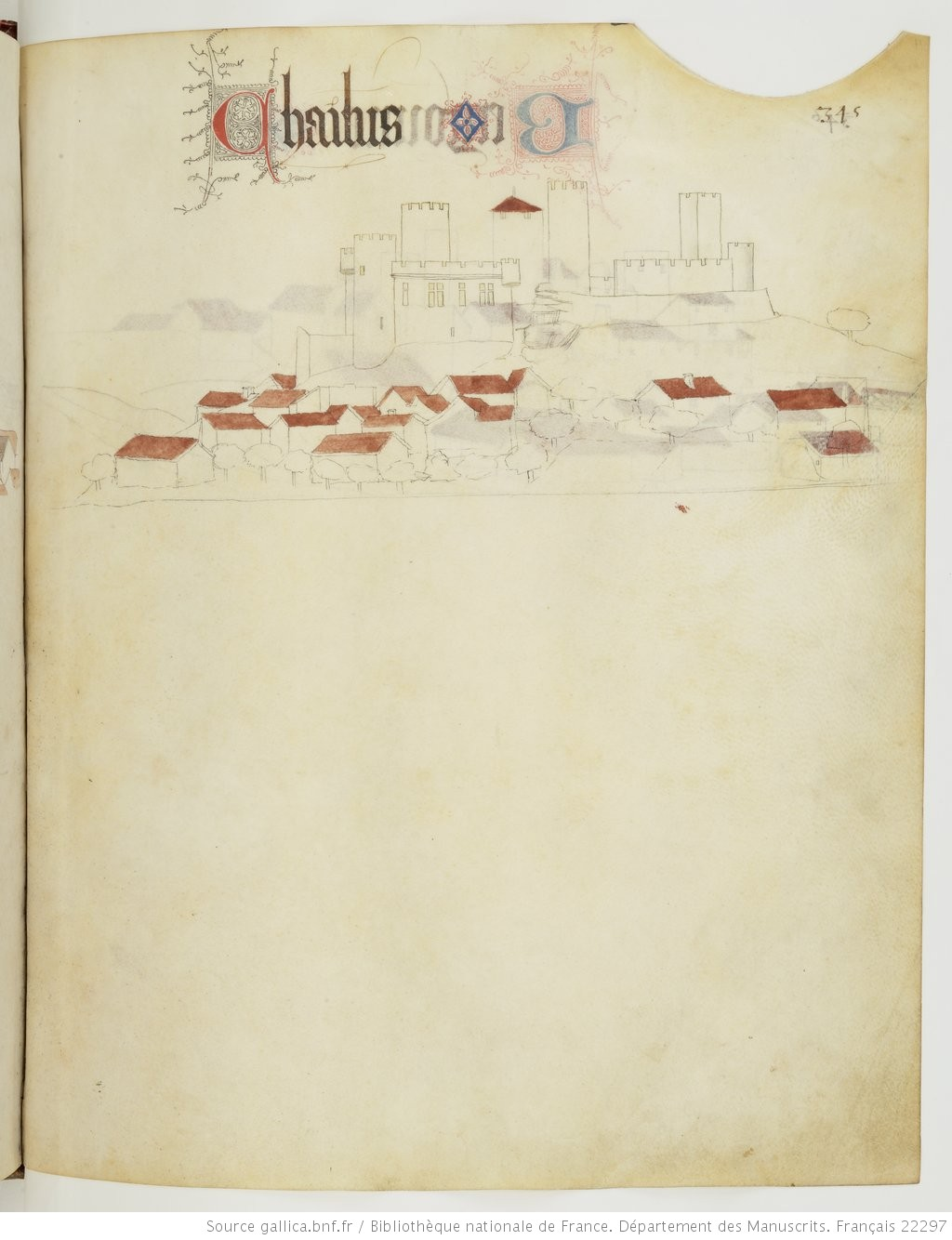
Registre d'armes ou armorial d'Auvergne, dédié par Guillaume Revel au roi Charles VII.

Une motte castrale (ou forteresse) avec enceinte est attestée au début du Xe siècle à cet emplacement. Les fortifications actuelles ont été érigées après le XIe siècle.
La seigneurie, le château de Chalus, les dépendances de Sansac au sud, d'Auzat au nord furent possédés par la Maison de Chalus.
Il y avait deux châteaux : le château des Chalus et le château de la châtellenie d'Apchon (ou Achon) qui avait ses propres terres et appartenait à plusieurs familles apparentés à celle de Chalus.
Guy de Chalus aurait épousé Adelinde l'héritière du château de Chalus-Lembron.
Au XIe et XIIe siècles, Chalus appartenait à un Comptour. Le premier démembrement du Comptoirat de Nonette fut le Comptoirat de Gignat qui avait pour capitale militaire la seigneurie de Chalus qui fut morcelé.
Comme toutes les villes gallo-romaines et carolingienne, Gignat était dans la vallée. Après les invasions normandes du Xe siècle, les magnats d'Auvergne commencèrent à résider en hauteur à la pointe des rochers.
Chalus fut à l'origine une tour de refuge où vivre en sécurité et qui était mieux à même de surveiller les approches de l'ennemi. Gignat était le chef-lieu du territoire et Chalus une de ces dépendances.
Armand de Nonette était le seigneur Gignat et eut comme fils Armand de Gignat "Artmannus miles de Ginnaco" ou Armand de Chalus "Artmannus de Caslus" qui devint Seigneur de Chalus d'après les capitulaires de Sauxillanges.
Chalus prit de l'importance mais les seigneurs de Gignat et de Chalus restèrent très mêlés.
Gignat subit les violences d'Armand de Nonette et en son temps de Maurice I, fils d'Hugues IV d'Usson, qui envahit Gignat, y tua un moine et incendia une partie des maisons.
Le comtoirat de Gignat aurait aussi subi, dans le dernier tiers du XIe siècle une révolution et des amoindrissements au profit des seigneurs de Chalus.
En 1262, en récompense de leurs services, peut-être à cause de leur lien de famille, le Dauphin céda aux seigneurs de Chalus les terres et la seigneurie de Boudes. Chalus et Boudes formaient deux fiefs jumeaux sous la suzeraineté des Dauphins et la mouvance du roi.
À partir du XIIe siècle, la suzeraineté de Gignat resta aux Chalus. Ils eurent beaucoup d'enfants et fondèrent d'autres Chalus. Ils jouirent du prestige d'une antique et illustre origine.
Il semble que le partage de 1290, à la mort de Géraud de Chalus, soit la raison du partage du château de Chalus. La partie nord resta à Hugues de Chalus tandis que la partie sud passait à un Comtour d'Apchon à l'occasion de son mariage avec Guicharde de Chalus. Ce château sud prit la dénomination d'Apchon-lès-Chalus.
En 1333, Jean Dauphin céda à son germain Guillaume de Chalus le Chastel et la châtellenie du Broc.
En 1342, sous Hugues de Chalus, Guillaume Roger, seigneur de Marguerite se démit du château de Bergonne au profit de la seigneurie de Chalus.
Guillaume VI de Chalus, seigneur d'Apchon-lès-Chalus et Comtour d'Apchon, capitaine général de l'Auvergne, combat avec succès Robert Knolles, chef militaire anglais, lors de son incursion en Auvergne en 1359 ; il dut utiliser son château pour combattre l'envahisseur pendant la guerre de Cent Ans.
En 1408, Robert, Seigneur de Chalus, Bergonne et Boudes fut aux prises avec Beraud III qui voulait donner ces terres et titres au ducs de Berry mais ces terres lui furent restituées.
En 1507, Thomas Duprat (ou du Prat) épousa Gabrielle de Chalus, devint seigneur de Gondole et de Boudes.
En 1541, le château d'Apchon-lès-Chalus était revenu aux Chalus mais fut donné en dot à la Maison du Prat.
En 1609, Anne Prat apporta par mariage à François de Chalus Apchon-lès-Chalus, Les deux châteaux furent réunifiés une nouvelle fois.

### Guerres de Religion, guerre de la Ligue ou de la Sainte Ligue
Pendant les guerres de Religion et de la Ligue, il y eut une certaine confusion. Claude le Groin, seigneur de Coullanges, dit Sieur de Chalus, prit part à plusieurs excès. Mais, il ne s'agissait pas de Chalus-Lembron mais d'un château nommé Chalus au Nord-Est du bourg Combrailles, région de Pontaumur, qui appartenait par le passé aux Chalus de Pradines. Ce château fut d'ailleurs détruit par décision du Parlement à la suite de ces événements.
Le capitaine de Virmont prit, pendant que le peuple était à la messe de minuit, le 24 décembre 1587, veille de Noël, le château de Vodable qui n'était pas gardé par le sieur d'Anglard, capitaine de Vodable.
Le sieur de Chalus conduisit entre 100 et 120 paysans de Villeneuve, Chalus, Mareugheol, Antoingt et divers autres villages qui reprirent le château de Vodable des mains du capitaine de Virmont. Une grande partie de ces troupes ont été prises par surprise car elles dormaient, au chaud, à côté du four, se reposant de leur marche nocturne. Après cette prise, il conduisit sa troupe à la maison de Mallesaigne où les plus nobles s'étaient retirés pour se rafraîchir, nombre d'entre-eux furent tués. Avec des renforts d'Issoire sous la conduite de Montmorin, ils purent vaincre les dernières troupes de Virmont du château.
Il est à noter qu'à cette époque d'autres capitaines usèrent des mêmes tactiques que le capitaine de Virmont et eurent d'autres destins comme le cruel Capitaine Merle qui pilla et violenta Ambert, Issoire et Mende.
Le sieur de Chalus devint gouverneur d'Issoire qu'il accabla. Il prit la ville de Montmarault en Bourbonnais qu'il ruina et accabla.
Le sieur de Chalus périt, pendant la bataille de Cros-Rolland près d'Issoire avec 60 gentilshommes sans compter les gens de guerre en 1590. Le bilan aurait pu être plus lourd sans le comte de Rastignac et ceux de l'armée royale qui couraient çà et là en criant « Nous sommes tous Français, ne nous tuons plus les uns les autres ! ». Les murs de la ville d'Issoire avait été repris sans résistance par les arquebusiers du roi, une unité d'élite, avant la bataille. Le cardinal de Richelieu désigna les forteresses à abattre : Nonette, Vodable et Usson pour la région d'Issoire.
François de Chalus, seigneur de Chalus, et sa seigneurie ne fut pas inquiété au grand étonnement de certains.

### DuXVIIesiècleauXVIIIesiècle
Peu après les guerres de Religion et de la Ligue, la famille de Chalus agrandit son fief des seigneuries de d'Espalem en Haute-Loire et d'Auzat-sous-Chalus.
Les trois fiefs, le château de Chalus, le château de Sansac et la seigneurie d'Auzat furent partagés aux trois fils de François de Chalus.

### Époque moderne
Les fortifications furent en partie détruites, en partie utilisées comme mur pour les habitations. Un des deux châteaux a été détruit pour devenir une résidence confortable au XIXe siècle. Le château actuel ne représente qu'une petite partie des fortifications présentes au Moyen Âge. Selon la légende, la tour du château fut réduite des deux tiers pour que la maison royale conserve les plus hautes tours.
Le village était spécialisé dans la production du vin avant le désastre de l'épidémie du phylloxera.
Cette tradition vinicole perdure via la culture du vin de Boudes et de côtes-d'auvergne.

## Politique et administration
| Période                                  | Période                   | Identité            | Étiquette | Qualité      |
| ---------------------------------------- | ------------------------- | ------------------- | --------- | ------------ |
| Les données manquantes sont à compléter. |                           |                     |           |              |
| mars 2001                                | mars 2008                 | André Codron        |           |              |
| mars 2008                                | mars 2014                 | Alain Ollé          |           |              |
| mars 2014                                | mai 2014                  | Délégation spéciale |           |              |
| mai 2014                                 | juillet 2020              | Maryse Caudron      |           |              |
| juillet 2020                             | En cours (au 9 août 2020) | Frédéric Lignière   |           | Gestionnaire |

## Population et société

### Démographie
L'évolution du nombre d'habitants est connue à travers les recensements de la population effectués dans la commune depuis 1793. Pour les communes de moins de 10 000 habitants, une enquête de recensement portant sur toute la population est réalisée tous les cinq ans, les populations de référence des années intermédiaires étant quant à elles estimées par interpolation ou extrapolation. Pour la commune, le premier recensement exhaustif entrant dans le cadre du nouveau dispositif a été réalisé en 2004.

En 2022, la commune comptait 181 habitants, en évolution de +2,84 % par rapport à 2016 (Puy-de-Dôme : +2,1 %, France hors Mayotte : +2,11 %).
| 1793 | 1800 | 1806 | 1821 | 1831 | 1836 | 1841 | 1846 | 1851 |
| ---- | ---- | ---- | ---- | ---- | ---- | ---- | ---- | ---- |
| 420  | 401  | 446  | 540  | 459  | 450  | 491  | 475  | 473  |

| 1856 | 1861 | 1866 | 1872 | 1876 | 1881 | 1886 | 1891 | 1896 |
| ---- | ---- | ---- | ---- | ---- | ---- | ---- | ---- | ---- |
| 501  | 423  | 413  | 395  | 371  | 374  | 409  | 416  | 424  |

| 1901 | 1906 | 1911 | 1921 | 1926 | 1931 | 1936 | 1946 | 1954 |
| ---- | ---- | ---- | ---- | ---- | ---- | ---- | ---- | ---- |
| 390  | 345  | 282  | 213  | 183  | 198  | 178  | 138  | 124  |

| 1962 | 1968 | 1975 | 1982 | 1990 | 1999 | 2004 | 2006 | 2009 |
| ---- | ---- | ---- | ---- | ---- | ---- | ---- | ---- | ---- |
| 130  | 112  | 136  | 145  | 156  | 157  | 166  | 169  | 186  |

| 2014 | 2019 | 2022 | - | - | - | - | - | - |
| ---- | ---- | ---- | - | - | - | - | - | - |
| 177  | 183  | 181  | - | - | - | - | - | - |

## Culture locale et patrimoine

### Lieux et monuments

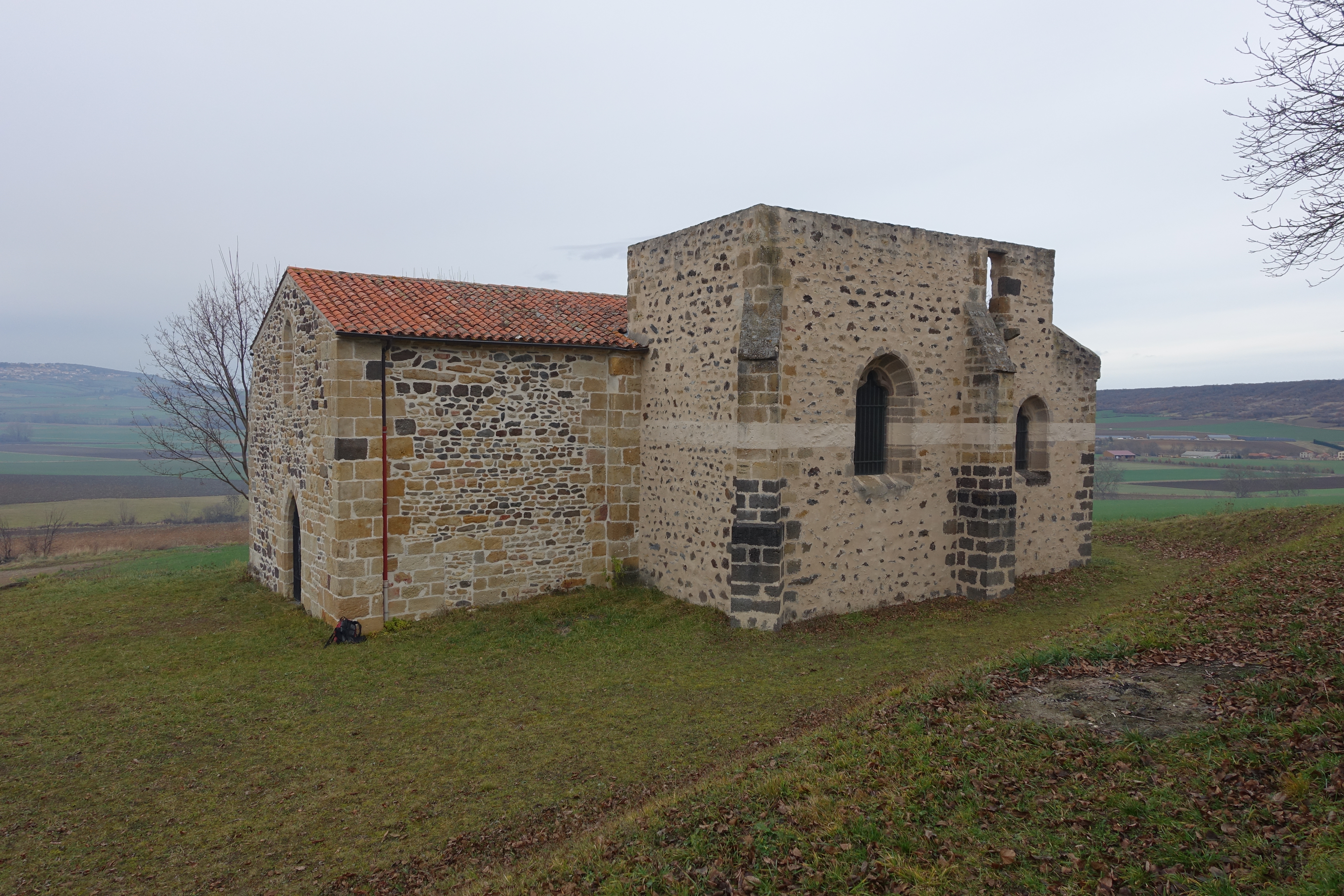
Église Sainte-Madeleine.

- Au pied de la butte du village est nichée la première église paroissiale de Chalus (chapelle Sainte-Madeleine), aujourd'hui isolée au milieu des champs.
- Ancien village vigneron, Chalus conserve en ses murs plusieurs maisons à l'architecture traditionnelle, avec perron et escaliers extérieurs, appelé estre.
- Château de Chalus. Château fort en ruine. Classé monument historique (1989).
- Église Sainte-Foy de Chalus inscrite monument historique (1989).

### Personnalités liées à la commune
- Françoise de Chalus (1734-1821) dernière représentante de la famille de Chalus-Lembron, duchesse de Narbonne-Lara, dame de La Bove, dame d'honneur de Madame Adélaïde, maitresse de Louis XV avec lequel elle aurait eu 2 enfants illégitimes baptisés à Paris avec tous les honneurs dus aux rois de France. Mère du général Louis Marie de Narbonne-Lara, ministre de la Guerre de 1791-1792 à l'Assemblée nationale législative.
- Jean-Baptiste-Pierre Chardon du Ranquet de Chalus homme politique français, maire de Chalus de 1815 à 1830, royaliste, conseiller général puis député.
- François Jean Amédée Girot-Pouzol est un homme politique français né le 18 avril 1832 au Broc (Puy-de-Dôme) et mort le 15 juin 1898 au château de Sansac à Chalus (Puy-de-Dôme).

### Héraldique

Écartelé, au 1 et 4, échiqueté de gueules et d'or, au 2 et 3, d'azur à un vase à parfum d'argent.

Les vases symbolisent Sainte Madeleine patronne de Chalus.
L'échiqueté de gueules et d'or est le symbole de l'illustre famille de Chaslus.

### Plats traditionnels
- Milliard ou millard